# Samuel Goldwyn Jr.
Samuel Goldwyn Jr. (Los Angeles, 7 de setembro de 1926 — 9 de janeiro de 2015) foi um produtor de cinema estadunidense. Filho do pioneiro cinematográfico Samuel Goldwyn, foi indicado ao Oscar de melhor filme na edição de 2004 pela realização da obra Master and Commander: The Far Side of the World.